# Districte de Cloppenburg
El Districte de Cloppenburg (en alemany Landkreis Cloppenburg) és un districte alemany (Landkreis) situat a l'oest de l'estat federal de Baixa Saxònia (Alemanya). Limita a l'oest amb els districtes d'Emsland i Leer, al nord amb el districte d'Ammerland, a l'est amb el districte d'Oldenburg i el de Vechta i al sud amb el Districte d'Osnabrück. El districte és part de la regió Oldenburger Münsterland. La capital és la ciutat de Cloppenburg.

## Geografia
El districte de Cloppenburg cau a la regió de l'Oldenburger Land s'intercanvia el geest.

## Clima
La mesura de la temperatura a la regió es realitza des del 1937 sobre la ciutat de Cloppenburg a 21 km (Löningen/Kreis Cloppenburg). La temperatura mitjana anual és de 8,4 °C. El màxim mensual és 16,7 °C al juliol. El mes més fred és gener amb una temperatura de 0,8 °C. La temperatura mitjana és de 5 °C que esdevé en 288 dies de l'any, mentre que 10 °C esdevé en 155 dies.

## Govern del districte
A les eleccions del 2011, el partit Unió Demòcrata Cristiana d'Alemanya (CDU) va mantenir la seva majoria absoluta.

## Composició territorial del districte
(Habitants segons el cens del 30 de juny de 2006)

Municipis del districte de Cloppenburg

| 1. Barßel (12.423) 2. Bösel (7.562) 3. Cappeln (Oldenburg) (6.804) 4. Cloppenburg, ciutat, capital de districte (31.522) 5. Emstek (11.402) 6. Essen (Oldenburg) (8.125) 7. Friesoythe, Ciutat (20.447) | 1. Garrel (12.577) 2. Lastrup (6.665) 3. Lindern (Oldenburg) (4.662) 4. Löningen, Ciutat (13.244) 5. Molbergen (7.886) 6. Saterland [seu: Ramsloh] (12.896) |